# 铀钒镇

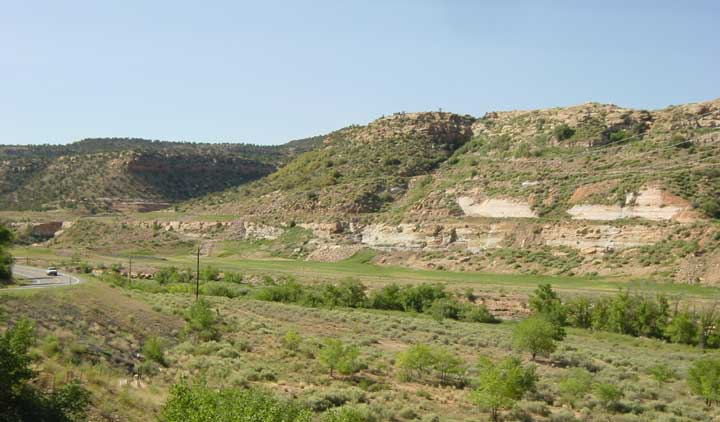
铀钒镇的现貌，2008年

铀钒镇（英語：Uravan，“铀”与“钒”对应的英文拼写的混成词）是美国科罗拉多州西部蒙特羅斯縣为了采集铀矿而建起的小镇，现已废弃。第二次世界大战期间，曼哈顿计划从该镇购买了730吨的铀矿。